# María Dolores de Cospedal
María Dolores de Cospedal García (ur. 13 grudnia 1965 w Madrycie) – hiszpańska polityk, prawniczka i samorządowiec, działaczka Partii Ludowej, parlamentarzystka, w latach 2011–2015 prezydent Kastylii-La Manchy, od 2016 do 2018 minister obrony.

## Życiorys
Ukończyła studia prawnicze na Universidad CEU San Pablo w Madrucie. Uzyskała uprawnienia adwokata, po czym dołączyła do Cuerpo de Abogados del Estado, korpusu urzędników służby cywilnej.
W połowie lat 80. działała w ugrupowania Partido Reformista Democrático, później dołączyła do Partii Ludowej. Od 1992 pracowała w wydziale prawnym ministerstwa robót publicznych, transportu i środowiska. Od 1994 do 1997 zatrudniona w ministerstwie spraw społecznych, m.in. jako doradca ministra. W 1998 była radcą w ambasadzie Hiszpanii w Stanach Zjednoczonych, a od 1999 zajmowała stanowisko sekretarza generalnego w ministerstwie pracy i spraw społecznych.
W 2000 premier Jose María Aznar powołał ją na podsekretarza stanu w resorcie administracji publicznej. W 2002 przeszła na tożsame stanowisko w ministerstwie spraw wewnętrznych, zajmując je do 2004. W tym samym roku dołączyła do kierowanego przez Esperanzę Aguirre rządu wspólnoty autonomicznej Madryt, w którym do 2006 odpowiadała za transport i infrastrukturę. Od maja 2004 do grudnia 2005 pełniła również funkcję hiszpańskiego przedstawiciela przy Europejskim Trybunale Praw Człowieka w Strasbourgu.
W 2006 została przewodniczącą Partii Ludowej w Kastylii-La Manchy. W tym samym roku regionalny parlament powołał ją w skład hiszpańskiego Senatu, w którym zasiadała do 2011. W 2007 ubiegała się bez powodzenia o urząd prezydenta regionu, weszła jednak w skład parlamentu Kastylii-La Manchy.
W 2008 kongres Partii Ludowej powierzył jej stanowisko sekretarza generalnego partii. W czerwcu 2011, po zwycięskich wyborach regionalnych, powołano ją na prezydenta wspólnoty autonomicznej. Funkcję tę pełniła do lipca 2015, kiedy to po kolejnych wyborach władzę w regionie odzyskała lewica. W tym samym roku María Dolores de Cospedal z powodzeniem wystartowała do Kongresu Deputowanych. Mandat posłanki do niższej izby Kortezów Generalnych utrzymała również w przedterminowych wyborach w 2016.
3 listopada 2016 ogłoszono jej nominację na urząd ministra obrony w drugim rządzie Mariano Rajoya, który objęła następnego dnia po zaprzysiężeniu. Zakończyła urzędowanie w czerwcu 2018, gdy gabinet ten przegrał głosowanie nad wotum nieufności.

## Życie prywatne
Zamężna z przedsiębiorcą Ignacio Lópezem del Hierro.